# Eduardo Berrío González
Eduardo Berrío González (Santa Rosa de Osos, 15 de marzo de 1913-Medellín, 1 de julio de 1970) fue un abogado y político colombiano, miembro del Partido Conservador Colombiano. 
Se desempeñó como Gobernador de Antioquia y Ministro de Agricultura de Colombia. 

## Biografía
Nació en marzo de 1913 en la población de Santa Rosa de Osos, hijo del general Pedro José Berrío Díaz y de Carlota González Sánchez. Realizó sus estudios primarios en su población natal y los secundarios en el Colegio San Ignacio de Medellín. Estudió Derecho en la Pontificia Universidad Javeriana, en Bogotá, de donde se graduó con el título de abogado en 1936.
Inició su carrera en el sector público como juez promiscuo de Sonsón, para después convertirse en magistrado del Tribunal Superior de Antioquia. En 1944 se convirtió en diputado a la Asamblea Departamental de Antioquia. Fue secretario de Gobierno de Antioquia en 1947, y en octubre de 1949 se convirtió en Gobernador de Antioquia, ejerciendo el cargo hasta agosto de 1950. Así mismo, se desempeñó como miembro de la Cámara de Representantes por Antioquia. Durante el gobierno de Gustavo Rojas Pinilla fue uno de los ministros civiles del gabinete, estando en el cargo de Ministro de Agricultura, que ejerció de septiembre de 1956 a enero de 1957, cuando renunció.
Fue abogado de la Cervecería Unión S.A. y profesor de Derecho y Decano de Derecho de la Universidad Pontificia Bolivariana. Murió en Medellín en 1970.